# ギルマン試薬

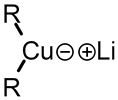
ギルマン試薬の一般構造

ギルマン試薬（ギルマンしやく、Gilman Reagent）はヘンリー・ギルマンによって発見された有機金属試薬の一つで、一般式R2CuLiで表される。銅のアート錯体（クプラート、cuprate）の代表例である。

## 調製法
製法は二段階からなる。まず、ハロゲン化アルキルと金属リチウムの反応でアルキルリチウムが生成する(式1)。次にアルキルリチウムとヨウ化銅(I)の反応によってギルマン試薬ができる(式2)。
1. (式1) {\displaystyle {\ce {R-X\ + 2Li -> RLi\ + LiX}}}（溶媒はアルカン）(X=Cl,Br,I)
2. (式2) {\displaystyle {\ce {2RLi\ + CuI -> R2CuLi\ + LiI}}}（溶媒はエーテル）
  - 本アート錯体は熱的に不安定であり、保存が困難であるため、系中で発生させそのまま続く反応に用いるのが一般的である。

## 反応性
ギルマン試薬はハロゲン化アルキルやハロゲン化アリールとカップリング反応を起こす(式3)。
- (式3) {\displaystyle {\ce {R'-X\ + R2CuLi -> R-R'\ + R-Cu\ + LiX}}}（溶媒はエーテル）(X=Cl,Br,I)

本反応ではギルマン試薬中の二つのR基のうち、一方しか反応に用いることができない。R基が入手しにくいものである場合には不都合であり、Rの一つを反応性の低い別のR″で置き換えたRR″CuLiを用いる場合もある。
ギルマン試薬は通常の有機銅(I)（RCu）よりもアニオン性が高く、HSAB則で「軟らかい」求核種として、さまざまな反応に用いられる。
ギルマン試薬はα，β-不飽和カルボニル化合物と1,4-付加反応（マイケル付加）を起こす。また、1級のハロゲン化アルキルと反応して対応するクロスカップリング生成物を、カルボン酸ハロゲン化物と反応してケトンを与える。
ギルマン試薬の上に、さらにシアン化リチウムなどが付加した、R2Cu(CN)Li2　などの形式で表される錯体は、「higher order cuprate」と呼ばれる。それらには通常のギルマン試薬よりもさらに高い反応性が知られるが、錯体の実際の構造については、シアン化物イオンが銅と Cu-CN 型のσ結合を作っているかどうかという点を中心にした議論がなおも行われている。